# 羌白镇
羌白镇，是中华人民共和国陕西省渭南市大荔县下辖的一个乡镇级行政单位。
2011年，八鱼乡被撤销，辖境并入羌白镇。

## 行政区划
羌白镇下辖以下地区：
羌白社区、羌东村、羌西村、赵家湾村、新桥村、布头村、留村、白村、梁家村、户军村、寺前村、明水村、焦家村、太丰村、南德村、姚旗寨村、石碑村、小寨村、八鱼村、罗何村、伴道村、南庄村、阿寿村、东营村、西营村和小庄村。